# ストラディオット
ストラティオティス (語源はギリシャ語の「戦士」「兵士」を意味する στρατιώτες（ストラティオテス）から、イタリア語で stradioti or stradiotti ストラディオットとも）とは、東ローマ帝国常備軍の中でも特に各地方を守備する兵士、および中世末期からルネサンスにかけてヴェネツィアやジェノヴァなどイタリアの諸都市やバルカン半島といった南欧諸国においてこれを手本、後継する形で編成された軽装騎兵を言う。

## 東ローマ帝国のストラティオティス
東ローマ帝国の軍隊は重装歩兵（スクタトス）が主力の軍隊であったが、サーサーン朝ペルシャの出現以降、レギオンやプラエトリアンといった重装歩兵の軍団からカタフラクトスやクリバノフォロスといった重装騎兵の軍団に変化していくと、ただでさえ東西に分裂したために国政が混乱した国情では軍隊編成のための人材や金銭が十分に調達できなかった。そのために各地に設置したテマ制度に基づいた武装可能な地元の自由農民による軍編成となり、西欧における封建制度の中での騎士、もっと厳密に言うなら西欧でのミニステリアーレやサージェントとよく似た制度をとることとなり、こうした制度に属する兵士がストラティオティスとよばれるようになった。東ローマ帝国にはこれとは別に、帝国の中枢部を防衛するタグマタ（通常日本では「中央軍」と訳される）と呼ばれる皇帝直属の軍隊も設置されていた。
装備としてはカタフラクトが主な戦力であったために重装備で、剣や騎槍といった近距離戦用の武器と共に合成弓を携えた騎馬の兵士が戦争に赴くことが主だったが、飛び道具を持たないで接近戦用の武器のみで武装した重装騎兵、レギオンの流れを汲み大型の盾と長槍で武装した重装歩兵、フン族やパルティアといった東方の騎馬民族を手本とし合成弓を主要武器とする軽装騎兵、これらの兵士を援護する軽装歩兵もいくらかいた。テマの農民兵士は一部の裕福な者を除いて比較的貧しく、装備は水準を下回ることもあり、統一されていないことも多かった。
時代が進み異民族の侵攻により帝国の領土が縮小し、地方の既存の社会体制も自由農民中心から小作農民中心の経済体制に変化するようになるとテマ制度は崩壊してストラティオティスもしだいに衰退し、代わりにタグマタがその役割を引き継ぐようになっていった。最終的にはオスマン帝国により、東ローマ帝国が滅ぼされたことによって正規軍としてのストラティオティスは完全に消滅した。

## 東ローマ以降のストラディオット
少なくとも建前上は遠近両用であった前述したストラティオタイ（主にカタフラクト）に肖って名づけられたが、主にイスラム勢力（特にオスマン帝国）の軽装騎兵に対抗するために彼らを参考に組織された軽装騎兵でギリシャ人、クロアチア人、アルバニア人、ダルマティア人などイスラム勢力に比較的に近い位置に存在し、東ローマ帝国の旧領だったバルカン半島の傭兵からなり、その多くが東ローマ帝国の滅亡によって失業したストラティオタイだった。
合成弓、彎刀、メイス、石突も穂先になった槍（アセガイ）などを装備していたが、戦法としては作戦よりも自分の命が優先という傭兵で編成された部隊であったことも手伝い騎槍による突撃といった白兵戦よりも投げ槍による間接攻撃が主だった。また軽装騎兵ではあるがイタリア製の甲冑を着ることもあった。
こうしたバルカン半島の傭兵で組織された軽装騎兵（ハンガリーのハサー、ワラキアのカラーシ）はポーランドの軽装騎兵（ウィングハサー、ウーラン）と並んで後のオスマン帝国の軽装騎兵や発展する火器に対する衝撃力としては有効であり、軽装騎兵の概念が芽生え始めた当時のヨーロッパ諸国において重宝された。